# Tejat Posterior

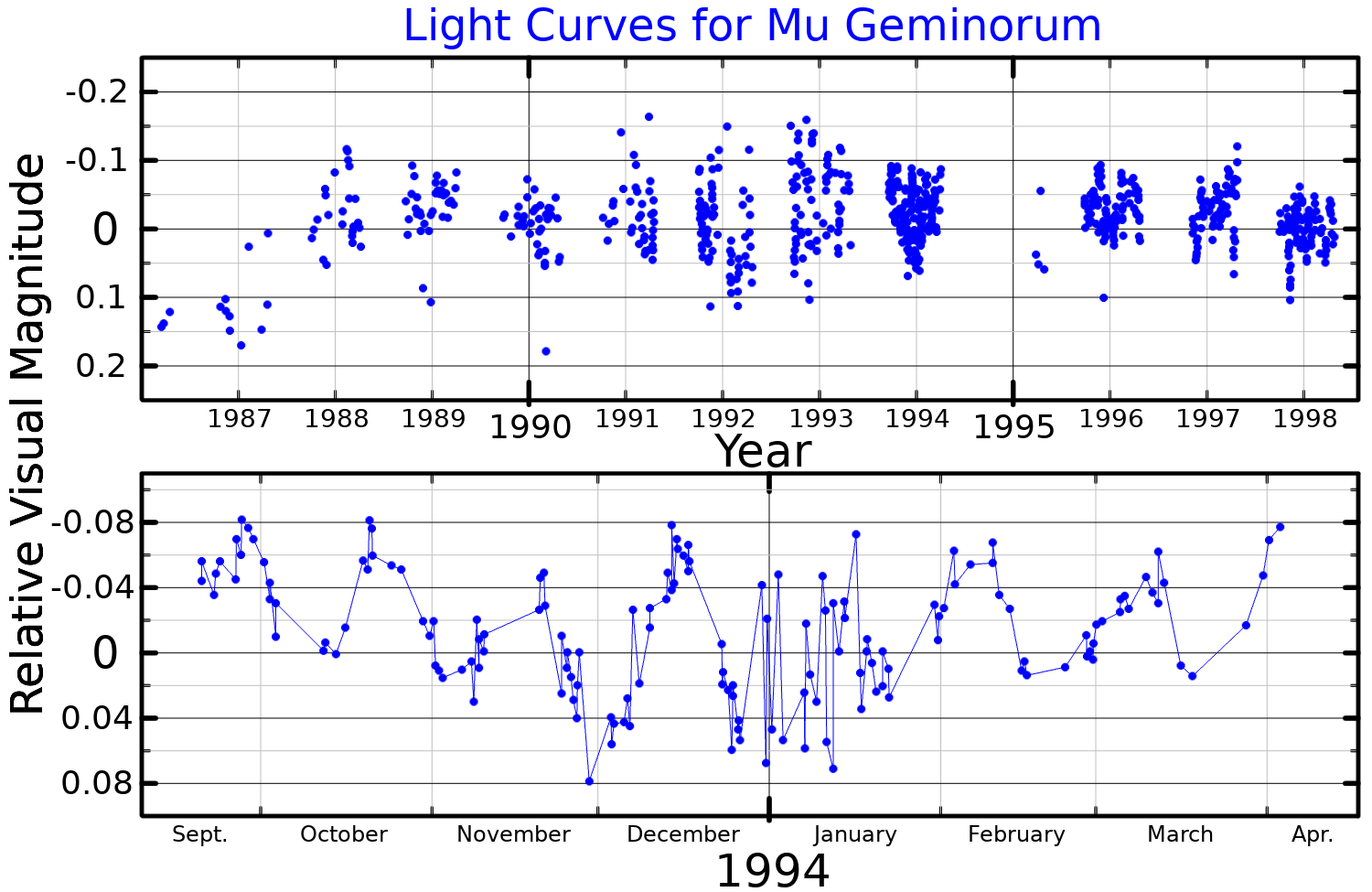
Lichtkromme van Tejat Posterior

Tejat Posterior (mu Geminorum) is een heldere ster in het sterrenbeeld Tweelingen (Gemini).